# Các đai vô địch, một số thể thức thi đấu và chương trình TNA
Một số đai vô địch chính của TNA
- Đai TNA World Heavyweight Championship là đai vô địch giành được trong trận tranh đai vô địch Heavyweighh của tập đoàn TNA, được xem là quý hơn đai vô địch TNA X Division Championship. Vô địch hiện nay của đai này là Sting.
- Đai TNA X Division Championship có đặc điểm là chữ X màu đỏ ở chính giữa đai, đai này là đai đánh đơn thứ hai của TNA. Vô địch hiện nay của đai này là Eric Young.
- Đai TNA World Tag Team Championship là đai vô địch thi đấu đôi của tập đoàn TNA. Vô địch hiện nay của đai này là đội Beer Money Inc.
- Đai TNA Women's World Championship là đai vô địch dành cho nữ đầu tiên của tập đoàn TNA. Vô địch hiện nay là Awesome Kong.

## Các chương trình thi đấu chính của TNA
TNA tổ chức nhiều chương trình nhằm thu hút khán giả. Ngoài TNA Impact nhiều chương trình đặc biệt khác với quy mô lớn hơn được gọi là các pay-per-view như:
- Final Resolution
- Against All Odds (Total Nonstop Action Wrestling)
- Destination X
- Lockdown
- Sacrifice
- Slammiversary
- Victory Road
- Hard Justice
- No Surrender
- Bound for Glory
- Genesis
- Turning Point